# The Lost Vikings 2
The Lost Vikings II: Norse by Norsewest (pubblicato anche con i titoli Lost Vikings 2: Norse by Norsewest e Norse by Norse West: The Return Of Lost Vikings) è un videogioco sviluppato nel 1997 dalla Blizzard Entertainment per Super Nintendo Entertainment System.
Convertito per Sega Saturn, Sony PlayStation e Microsoft Windows dalla Beam Software, il titolo costituisce il sequel di The Lost Vikings. In queste versioni è stato inoltre introdotto il doppiaggio dei personaggi presenti nel gioco.

## Modalità di gioco
Il videogioco si articola in cinque mondi diversi per un totale di 31 livelli di gioco. Sono presenti cinque personaggi giocanti, sebbene è possibile interagire con tre personaggi alla volta. I vichinghi Olaf, Erik e Baleog possiedono nuove abilità rispetto al titolo precedente e sono stati introdotti il lupo mannaro Fang e il drago Scorch.
- Erik è in grado di compiere salti più elevati rispetto al prequel e di rompere blocchi situati sopra la sua testa. Può inoltre nuotare sott'acqua.
- Baleog possiede un braccio bionico con cui può agganciare oggetti distanti e colpire i nemici.
- Olaf può rimpicciolirsi per passare in passaggi molto stretti. È in grado di emettere peti per accelerare la sua corsa e rompere alcuni blocchi.
- Fang è in grado di attaccare con i suoi artigli e scalare muri.
- Scorch è capace di volare per brevi periodi e planare come Olaf. Può sparare proiettili di fuoco in grado di colpire da una lunga distanza.